# صالاحات أغاييف
صالاحات أغاييف (4 يناير 1991 بفضولي في أذربيجان - ) هو لاعب كرة قدم أذربيجاني في مركز حراسة المرمى. شارك مع منتخب أذربيجان تحت 17 سنة لكرة القدم ومنتخب أذربيجان تحت 19 سنة لكرة القدم ومنتخب أذربيجان تحت 21 سنة لكرة القدم ومنتخب أذربيجان لكرة القدم. أما مع النوادي، فقد لعب مع نادي إنتر باكو ونادي سومقاييت وMOIK Baku ‏.

## وصلات خارجية
- صالاحات أغاييف على موقع الاتحاد الأوربي (الإنجليزية)
- صالاحات أغاييف على موقع الاتحاد الأوربي (الإنجليزية)
- صالاحات أغاييف على موقع قاعدة بيانات كرة القدم.إي يو (الإنجليزية)
- صالاحات أغاييف على موقع ناشيونال فوتبول تيمز (الإنجليزية)
- صالاحات أغاييف على موقع Soccerway.com (الإنجليزية)
- صالاحات أغاييف على موقع عالم كرة القدم.نت (الإنجليزية)